# Хансен Баллинг, Оле Петер
Оле Петер Хансен Баллинг (норв. Ole Peter Hansen Balling; 13 апреля 1823, Христиания (ныне Осло) — 1 мая 1906, там же) — норвежский живописец.

## Биография
Родился в семье сапожника Йохана Фредерика Хансена. После смерти отца его мать вновь вышла замуж за Йоргена Баллинга. Позже пасынок взял фамилию отчима — Хансен Баллинг.
Учился у художника Фердинанда Йонаса Гьоса, ученика известного Йоханнеса Флинто в Датской Королевской школе искусств. Затем, у датского художника-декоратора Якоба Эмилия Вундерлиха (1809—1892). Был студентом художественных академий в Берлине и Копенгагене, брал уроки у Тома Кутюра в Париже.
Добровольцем участвовал в Датско-прусской войне (1848—1850). Одну из его картин с полей сражений приобрёл датский король Фредерик VII.
С 1852 года выставлялся в Шарлоттенборге. В 1856 году эмигрировал в Соединенные Штаты. С 1859 по 1861 год работал в Нью-Йорке в собственной студии фотографом.
Во время Гражданской войны в США добровольцем сражался на стороне северян. Подполковник. Командовал 145-м Нью-Йоркским добровольческим пехотным полком. Рисовал портреты и делал наброски прямо на поле боя.
Художник-портретист, баталист, пейзажист. Создал ряд портретовы генералов армии Союза, включая Улисса Гранта, Филипа Шеридана, Джона Седжвика и Джеймса С. Уодсворта. Кроме того, его кисти принадлежат портреты выдающихся американских государственных деятелей, включая президентов Авраама Линкольна, Честера Алана Артура и Джеймса Абрама Гарфилда.
В 1874 году вернулся в Норвегию, где руководил художесивенной мастерской в Хортене, в то время главной базы Королевского норвежского флота. Здесь написал портреты нескольких норвежских офицеров флота. Кроме того, создал портреты нескольких членов королевской семьи Бернадот, в том числе королей Карла XIV Юхана, Оскара I Шведского, Карла XV Шведского и Оскара II.
В 1890 году был назначен мексиканским консулом в Христиании. Несколько работ художника хранятся в Национальной портретной галерее (США).

## Награды
- Орден Данеброг

## Галерея
- Портрет генерала Улисса Гранта
- Портрет  Честера Алана Артура, 21-го президента Соединённых Штатов Америки
- Портрет аболициониста Джона Брауна
- Портрет Джеймса Абрама Гарфилда, 20-го президента Соединённых Штатов Америки
- Норвежский пейзаж